# فرانکنهایم
فرانکنهایم (به آلمانی: Frankenheim/Rhön) یک شهر در آلمان است که در اشمالکالدن-ماینینگن واقع شده‌است. فرانکنهایم ۱٬۲۴۴ نفر جمعیت دارد.